# Вилла-ди-Тирано
Ви́лла-ди-Тира́но (итал. Villa di Tirano) — коммуна в Италии, в провинции Сондрио области Ломбардия.
Население составляет 2 966 человек, плотность населения составляет 124 чел./км². Занимает площадь 25 км². Почтовый индекс — 23030. Телефонный код — 0342.
Покровителем населённого пункта считается святой Лаврентий Римский. Праздник ежегодно празднуется 10 августа.